# KTM 1190 Adventure

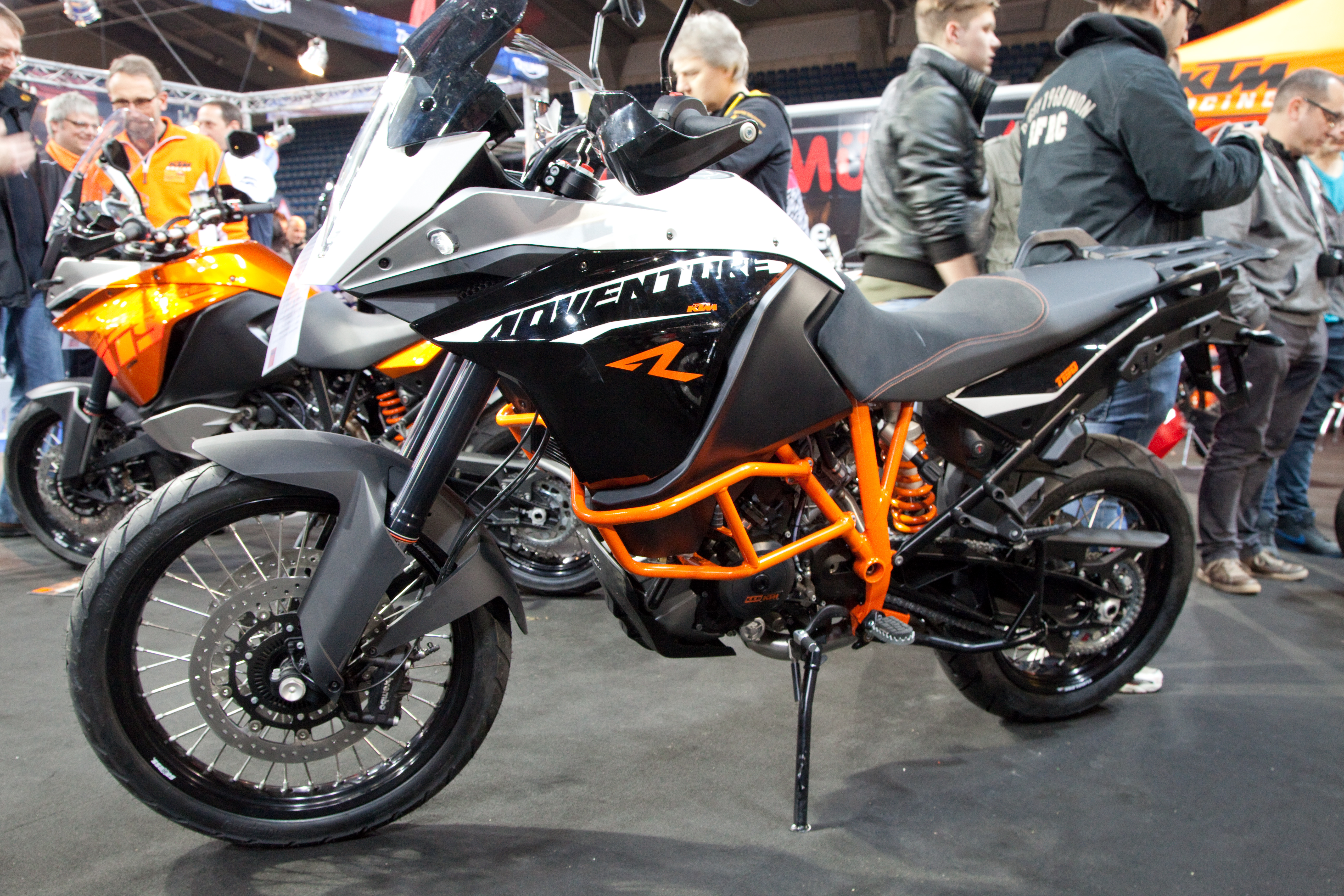
Adventure R

Die KTM 1190 Adventure [ədˈventʃəʳ] ist ein Motorrad des österreichischen Fahrzeugherstellers KTM Industries AG. Die Reiseenduro wurde am 3. Oktober 2012 auf der Intermot in Köln der Presse vorgestellt und wurde in Mattighofen endmontiert.

## Technik

### Antrieb
Der Antrieb erfolgt durch einen als LC8 bezeichneten, flüssigkeitsgekühlten Zweizylindermotor mit 1195 cm³ Hubraum, welcher in modifizierter Form bereits im Superbike KTM 1190 RC8 R verwendet wird. Der Zylinderbankwinkel zwischen den zwei Zylindern des V-Motors beträgt 75°. Der Viertaktmotor erzeugt eine Nennleistung von 110 kW (150 PS) und ein maximales Drehmoment von 125 Nm bei einer Drehzahl von 7500/min. Die vier Ventile je Zylinderkopf werden von zwei obenliegenden, zahnradgetriebenen Nockenwellen über DLC-beschichtete Schlepphebel angesteuert. Die zwei Zylinder haben eine Bohrung von 105 mm Durchmesser, die Kolben einen Hub von 69 mm bei einem Verdichtungsverhältnis von 12,5:1. Eine Wasserpumpe versorgt den Motor permanent mit Kühlflüssigkeit, drei Rotorpumpen gewährleisten die Druckumlaufschmierung.
Das Motorrad beschleunigt in 3,6 Sekunden von 0 auf 100 km/h und erreicht eine Höchstgeschwindigkeit von 246 km/h. Die Verzögerung von 100 auf 0 km/h erfolgt mit durchschnittlich 9,5 m/s² über eine Strecke von 40,6 m.

### Fahrwerk
Das Fahrwerk baut auf einem selbsttragenden Gitterrahmen auf, der aus pulverbeschichteten Chrom-Molybdän-Oval-Stahlrohren besteht und 9,8 kg wiegt. Der angeschraubte Heckrahmen besteht aus Vierkantrohren aus Aluminium. Das Hinterrad wird von einer Zweiarmschwinge aus Aluminium geführt, das Vorderrad über eine UpsideDown-Teleskopgabel. Die Kraftumwandlung erfolgt durch ein klauengeschaltetes Sechsganggetriebe, die Krafttrennung durch eine Mehrscheiben-Anti-Hopping-Kupplung im Ölbad und der Sekundärantrieb über eine X-Ring-Kette. Die Kupplung wird hydraulisch betätigt.
Am Vorderreifen verzögert eine Doppelscheibenbremse mit 320 mm Durchmesser von Brembo mit schwimmend gelagerten Bremszangen, hinten eine Scheibenbremse mit Zweikolben-Festsattel. Das Bremssystem wird von einer dreistufigen Traktionskontrolle (eng. Motorcycle Traction Control, MTC) und einem abschaltbaren, kombinierten Zweikreis-Antiblockiersystem (C-ABS) von Bosch unterstützt.
Als weltweit erstes Serienmotorrad wurde die KTM 1190 Adventure ab Modelljahr 2014 mit der Motorcycle Stability Control (MSC) ausgestattet, einer elektronischen Stabilitätskontrolle der Robert Bosch GmbH. Dieses System ist für das Modelljahr 2013 nachrüstbar.
Die maximale Zuladung beträgt 205 kg.

### Elektrisches System
Das Motorrad verfügt über ein elektrisches Ride-by-Wire-System, welches die Gasgriffbefehle elektronisch über verschiedene Leistungs-Mappings (Street, Sport, Rain, Off-Road) in die entsprechende Drosselklappenstellung umsetzt. Eine Starterbatterie mit einer Kapazität von 11,2 Ah versorgt den elektrischen Anlasser. Die Lichtmaschine erzeugt eine elektrische Leistung von 450 Watt.

### Kraftstoffversorgung
Die Gemischbildung erfolgt durch als elektronisch gesteuerte Kraftstoffeinspritzung. Zwei unterschiedlich großen Zündkerzen je Zylinder zünden das Kraftstoffgemisch. Der durchschnittliche Kraftstoffverbrauch beträgt 6,3 l auf 100 km bei einer Geschwindigkeit von 120 km/h. Der bruchsichere Kraftstofftank aus Kunststoff hat ein Volumen von 23 Liter und ermöglicht eine theoretische Reichweite von 365 km. Der Hersteller empfiehlt die Verwendung von bleifreiem Motorenbenzin mit einer Klopffestigkeit von mindestens 95 Oktan. E-10 Treibstoff kann getankt werden.

### Abgasanlage
Die Abgasnachbehandlung erfolgt durch einen geregelten Katalysator mit Sekundärluftsystem und unterschreitet die Grenzwerte der Abgasnorm Euro-3. Die zwei Abgaskrümmer münden am Heck auf der rechten Fahrzeugseite in einen Endschalldämpfer aus Edelstahl.

### Modellvarianten
Neben dem Basismodell wird eine 'R'-Variante angeboten. Diese verfügt über 30 mm mehr Federweg an Vorder- und Hinterachse, einen zusätzlichen Motorschutzbügel sowie einen orange lackierten Rahmen (Basismodell schwarz). Ferner wird seit 2014 eine 1290 Super Adventure angeboten, die mit dem Motor aus der 1290 Super Duke ausgestattet ist. Dieser wurde auf 118 kW (160 PS) reduziert und auf größeres Drehmoment im mittleren Drehzahlbereich ausgelegt. Zudem verfügt die Super Adventure über ein semi-aktives Fahrwerk, welches sich nach einem vorwählbaren Modus selbständig auf veränderte Fahrsituationen einstellt. Zum Modelljahr 2015 ist eine 1050 Adventure verfügbar, deren Motor von 1195 auf 1050 cm³ Hubraum verkleinert wurde. Die Nennleistung wurde auf 70 kW (95 PS) gesenkt, um die Leistungskriterien der Führerscheinklasse A2 zu erfüllen. Ebenso sank das Gewicht gegenüber der 1190 um 5 kg auf 212.

## Marktpositionierung
Die KTM 1190 Adventure war zum Zeitpunkt der Markteinführung die leistungsstärkste Reiseenduro mit über einem Liter Hubraum, auch das Leistungsgewicht von 1,84 kg/kW wird nur von der Ducati Multistrada unterboten.
| Hersteller | Name                 | Motor | Hubraum | kW  | PS  | Nm  |
| ---------- | -------------------- | ----- | ------- | --- | --- | --- |
| KTM        | 1190 Adventure       | V2    | 1195    | 110 | 150 | 125 |
| Ducati     | Multistrada 1200     | V2    | 1198    | 117 | 160 | 136 |
| Triumph    | Tiger Explorer       | R3    | 1215    | 101 | 137 | 121 |
| Honda      | VFR1200X Crosstourer | V4    | 1237    | 95  | 129 | 126 |
| Aprilia    | ETV 1200 Caponord    | V2    | 1197    | 94  | 128 | 116 |
| Benelli    | TreK 1130            | R3    | 1131    | 92  | 125 | 112 |
| BMW        | R 1200 GS (K50)      | B2    | 1170    | 92  | 125 | 125 |
| Kawasaki   | KLE1000 Versys       | R4    | 1043    | 87  | 118 | 102 |
| Yamaha     | XT1200Z Super Ténéré | R2    | 1199    | 81  | 110 | 114 |
| Moto Guzzi | Stelvio 1200         | V2    | 1151    | 77  | 105 | 113 |

## Kritiken
„Vollgepackt mit technologischen Innovationen, einem bärenstarken Vau-Zwo-Motor und einem in jeglicher Hinsicht tadellosen Fahrwerk geht die 1190er Adventure viel weniger Kompromisse beim Fahrspaß ein, als man ihr bei der angekündigten Vielseitigkeit zugetraut hätte. Im Gegenteil: Ihre ausgesprochene Agilität verbunden mit hoher Sicherheit, bester Serienausstattung und der nach wie vor guten Geländeeignung machen die EDS-Version für 14.795 Euro zu einem mehr als preiswürdigen Angebot.“

„KTM hat das Ohr auf den Asphalt gelegt und gut zugehört, die Modelle Adventure und Adventure R deutlicher von einander getrennt. Bremsen, Getriebe und Traktion sind die Highlights, auch die Ergonomie, die Gabel könnte straffer sein. Performance wie die Superbikes vor nicht allzu langer Zeit. Trotzdem: Wo die Straße schlechter wird, ist die Adventure garantiert nicht zu biegen, völlig unmöglich.“

„Die Mattighofenerin fühlt sich nicht nach dicker Reise-Enduro an, weil sie schlichtweg die Leichteste ist. Unsere Testmaschine brachte mit vollem 23-Liter-Tank, reichhaltigem Bordwerkzeug und dem elektronisch einstellbaren Fahrwerk EDS 235 Kilo auf die Waage. Insofern überrascht das überzeugende Handling wenig.“